# Julian Morris
Pour les articles homonymes, voir Morris.
Julian David Morris est un acteur britannico-américain né le 13 janvier 1983 à Londres (Royaume-Uni).

## Biographie
Julian Morris est né dans le quartier de Crouch End, au nord de Londres et a grandi à Muswell Hill. Il a commencé des études d'art dramatique au théâtre Anna Scher de Londres.

## Carrière
En 1996, alors âgé de 13 ans, il se fait remarquer et obtient son premier rôle dans la série Brigade volante où il joue le rôle d'un jeune homme impliqué dans une affaire de drogue. On le revoit au cinéma trois ans plus tard dans Amour sous influence de Willi Patterson.
En 2000, il joue dans la série Fish. Puis il revient à la télévision quatre ans plus tard avec un rôle dans Miss Marple. L'année suivante il joue dans le film Cry Wolf.
Après un rôle dans Shark en 2007, il obtient un rôle récurrent dans la série Urgences, entre 2008 et 2009, interprétant le Dr Andrew Wade. Il a un petit rôle dans Walkyrie de Bryan Singer et joue également dans Donkey Punch, les deux films sortent en 2008.
En 2010, il obtient un rôle dans la huitième saison de 24 heures chrono, où il interprète l'agent Owen. Après cela, il joue de manière récurrente de 2010 à 2013 et en 2017 dans la série Pretty Little Liars diffusée sur la chaîne américaine ABC Family.
En 2012, il est l'un des rôles principaux du film Kelly + Victor de Kieran Evans et tourne dans Disparition inquiétante. Il joue aussi dans le pilote de la série Men at Work et reste jusqu'en 2014 dans Once Upon a Time de manière ponctuelle.
Toujours en 2014, il joue aux côtés de Shantel VanSanten et Brittany Murphy dans le film Something Wicked et joue jusqu'à l'année suivante dans New Girl. Il obtient également un rôle plus important dans la série Hand of God, avec Ron Perlman, Dana Delany et Garret Dillahunt. La série s'achève après deux saisons en 2017.
En 2017, il incarne le journaliste Bob Woodward dans le film The Secret Man - Mark Felt, où il tourne aux côtés de Liam Neeson, Diane Lane, Maika Monroe, Kate Walsh, ou encore Michael C. Hall. Il est également présent dans la mini-série Les quatre filles du docteur March avec Maya Hawke, Kathryn Newton, Willa Fitzgerald, Emily Watson et Michael Gambon. De plus, on le retrouve durant quelques épisodes de la dernière saison de Pretty Little Liars.
L'année suivante, il joue aux côtés de Susan Sarandon et Matt Bomer dans Viper Club.
En 2019 et en 2020, il fait une apparition lors d'un épisode des séries The Morning Show et The Good Fight.

## Vie privée
Julian Morris vit à Los Angeles. Son grand-père a été capturé par les nazis pendant la Seconde Guerre mondiale et a été envoyé dans un camp de concentration en Italie pendant deux mois. Dans le cadre du tournage de Walkyrie, Julian Morris déclare lors d'une interview en avril 2021 qu'il ressentait ce que son grand-père avait traversé.
Le 2 décembre 2021, il fait son coming out en annonçant sur Instagram qu'il célèbre le 18e anniversaire de relation avec son compagnon, l'artiste Landon Ross,,.

## Filmographie

### Cinéma

#### Longs métrages
- 1999 : Amour sous influence (Don't Go Breaking My Heart) de Willi Patterson : Charlie
- 2005 : Cry Wolf (Cry Wolf) de Jeff Wadlow : Owen
- 2007 : Tout pour cette fille (Whirlygirl) de Jim Wilson : James
- 2008 : Walkyrie (Valkyrie) de Bryan Singer : Le jeune lieutenant
- 2008 : Donkey Punch de Olly Blackburn : Josh
- 2009 : Sœurs de sang (Sorority Row) de Stewart Hendler : Andy
- 2012 : Disparition inquiétante (Beyond) de Josef Rusnak : Farley Connors
- 2012 : Kelly + Victor de Kieran Evans : Victor
- 2014 : Something Wicked de Darin Scott : Ryan
- 2015 : Cœur de dragon 3 : La malédiction du sorcier (Dragonheart 3 : The Sorcerer's Curse) de Colin Teague: Gareth
- 2017 : The Secret Man - Mark Felt (Mark Felt : The Man Who Brought Down the White House) de Peter Landesman : Bob Woodward
- 2018 : Viper Club de Maryam Keshavarz : Andy

#### Courts métrages
- 2002 : Spin de Cath Le Couteur : Fiz
- 2016 : Take Flight de Richard Bridgland : Walt

### Télévision

#### Séries télévisées
- 1996 : Brigade volante (The Knock) : Dafyd Ellis
- 1999 : Kid in the Corner : Un garçon à l'école
- 2000 : Fish : Carl Lumsden
- 2004 : Miss Marple (Agatha Christie's Marple) : Dennis Clement
- 2007 : Shark : Dylan Crawford
- 2008 - 2009 : Urgences (ER) : Dr Andrew Wade
- 2009 : Privileged : Simon
- 2009 : Eleventh Hour : Quinn
- 2010 : 24 heures chrono (24) : Agent Owen
- 2010 : My Generation : Anders Holt
- 2010 - 2013 / 2017 : Pretty Little Liars : Wren Kim / Wren Kingston
- 2012 : Men at Work : Damien
- 2012 - 2014 : Once Upon a Time : Prince Phillip
- 2014 - 2015 : New Girl : Ryan Geauxinue
- 2014 - 2017 : Hand of God : Révérend Paul Curtis
- 2017 : Les quatre filles du docteur March (Little Women) : John Brooke
- 2017 : Man in an Orange Shirt : Adam
- 2019 : The Morning Show : Andrew
- 2020 : The Good Fight : Major Brigham

#### Téléfilms
- 2002 : Young Arthur de Mikael Salomon : Arthur
- 2013 : Guilty de McG : Alex Boyd
- 2021 : Noël avec un prince de Lee Friedlander : Colin
- 2022 : Coup de foudre à l’anglaise de Maclain Nelson : Daniel